# Comostola caledonica
Comostola caledonica là một loài bướm đêm trong họ Geometridae.